# Herméville-en-Woëvre
Herméville-en-Woëvre é uma comuna francesa na região administrativa de Grande Leste, no departamento de Meuse. Estende-se por uma área de 14,64 km². Em 2010 a comuna tinha 240 habitantes (densidade: 16,4 hab./km²).